# Rhagonycha elongata
Rhagonycha elongata (лат.) — вид жуков-мягкотелок.

## Описание
Длина тела взрослых насекомых (имаго) около 6 мм. Переднеспинка у самцов продольная, у самок она одинаковой длины и ширины. Надкрылья со следами продольных рёбер. Третий членик лапок не двулопастной. Вид распространён по всей Европе. Жуки обитают в лесах, активны с мая по июль. 